# Albert W. Gilchrist

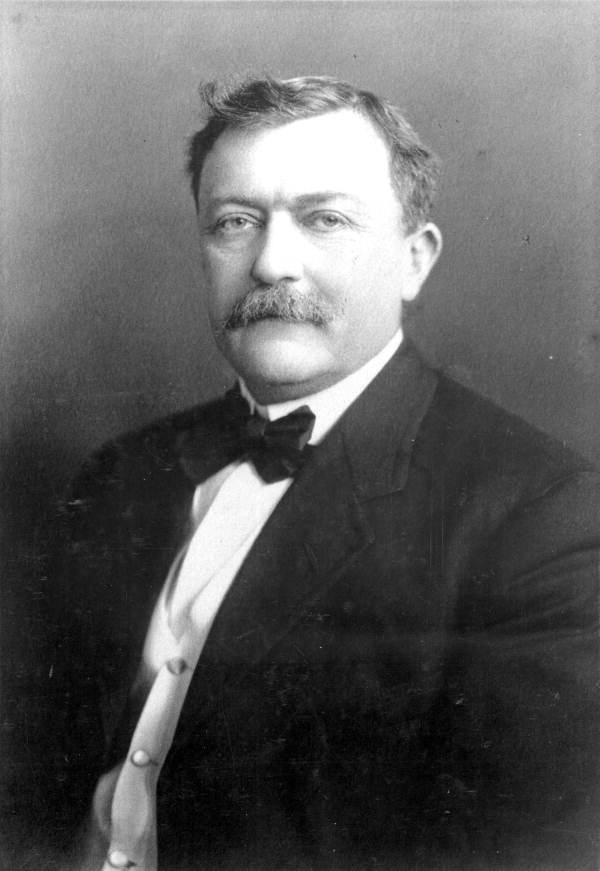
Albert W. Gilchrist

Albert Waller Gilchrist, född 15 januari 1858 i Greenwood, South Carolina, död 15 maj 1926 i New York, var en amerikansk demokratisk politiker. Han var den 20:e guvernören i delstaten Florida 1909-1913.
Gilchrist studerade vid United States Military Academy utan att ta ut en examen. Han deltog i spansk-amerikanska kriget i USA:s armé.
Gilchrist efterträdde 1909 Napoleon B. Broward som guvernör i Florida. Han profilerade sig i hälsovårdsfrågor. Han efterträddes 1913 av Park Trammell. Han förlorade sedan i demokraternas primärval inför senatsvalet 1916 mot Trammell.
Gilchrist var frimurare. Hans grav finns på Indian Springs Cemetery i Punta Gorda. Gilchrist County har fått sitt namn efter Albert W. Gilchrist.